# Euxoa teleboa
Euxoa teleboa är en fjärilsart som beskrevs av Smith 1890. Euxoa teleboa ingår i släktet Euxoa och familjen nattflyn. Inga underarter finns listade i Catalogue of Life.